# Montepescini
Montepescini è una frazione del comune italiano di Murlo, nella provincia di Siena, in Toscana.

## Storia
Il borgo di Montepescini fu in epoca alto-medievale dominio dei conti Ardengheschi e vi ebbero giurisdizione i vescovi e il capitolo di Siena, come si legge in un diploma del 1053 dell'imperatore Enrico III e in una bolla del 1189 di papa Clemente III al vescovo Bono.
Fu un castello di una certa importanza nel XIII secolo, tanto che all'originario nucleo fortificato di Castel Vecchio ne venne aggiunto un secondo, il cosiddetto Castel Nuovo, detto anche Coppiano, dotato di chiesa pievana. Il territorio del popolo di Coppiano, o Monte Pescini, si estendeva in una porzione che comprendeva anche il vicino eremo di Montespecchio: quando l'eremo venne soppresso nel 1443, i beni di Montepescini appartenuti ai monaci di Montespecchio passarono all'eremo agostiniano di Lecceto.
Montepescini contava 108 abitanti nel 1833.
All'inizio degli anni 2000, gli imprenditori dell'azienda inglese "Realpoint Property Ltd" decisero di realizzare 30 proprietà identiche a 400 metri da Montepescini, assegnandogli il nome di "Borgo Montepescini", su Strada della Maremma. Poco dopo che le case vennero comprate, subirono un grande furto da parte di una banda di ladri di appartamenti professionisti; le famiglie cambiarono casa e la Realpoint Property mise in vendita nuovamente le villette. Ad oggi (Agosto 2024), gli appartamenti risultano invenduti e in stato di grave abbandono e degrado.

## Monumenti e luoghi d'interesse
- Chiesa dei Santi Pietro e Paolo[4]
- Eremo di Montespecchio
- Castello di Montepescini